# Дубняк Сергій Сергійович
Дубняк Сергій Сергійович (*1 вересня 1970 року) — український гідролог, кандидат географічних наук, доцент Київського національного університету імені Тараса Шевченка.

## Біографія
Народився 1 вересня 1970 року в місті Києві. Закінчив 1992 року Київський національний університет імені Тараса Шевченка за фахом «гідролог». У 1992–1997 роках працював інженером Дніпровського басейнового управління Держводгоспу України. Кандидатська дисертація «Гідродинаміка мілководь Дніпровських водосховищ, її екологічна роль» захищена у 1997 році. З 1998 року працює науковим співробітником Інституту гідробіології НАН України. З 1998 року працює у Київському університеті асистентом, з 2002 року доцент кафедри гідрології та гідроекології, керує гідрометричною практикою студентів на Богуславському гідролого-гідрохімічному стаціонарі.
Читає курси: «Основи океанології», «Екологічний менеджмент водних ресурсів», «Річковий стік та гідрологічні розрахунки», «Економічні основи водокористування», «Основи гідромеліорацій».
Брав участь в експедиціях на Дніпровських водосховищах, лиманах Північно-західного Причорномор'я, Придунайських і Шацьких озерах.

## Наукові праці
Основні роботи присвячені екологічно-гідрологічним дослідженням водосховищ. Автор 35 наукових праць. Основні праці:
1. (рос.) Состояние экосистемы Киевского участка Каневского водохранилища и пути его регулирования: Монография. К., 1998 (в співавторстві).
2. Основи океанології: Підручник. — К., 2001 (у співавторстві)
3. Правила експлуатації водосховищ Дніпровського каскаду. — К., 2003 (у співавторстві).